# Parsonsia rubra
Parsonsia rubra är en oleanderväxtart som beskrevs av Ryozo Kanehira och Hatus.. Parsonsia rubra ingår i släktet Parsonsia och familjen oleanderväxter. Inga underarter finns listade i Catalogue of Life.